# سوپ تورتیلا

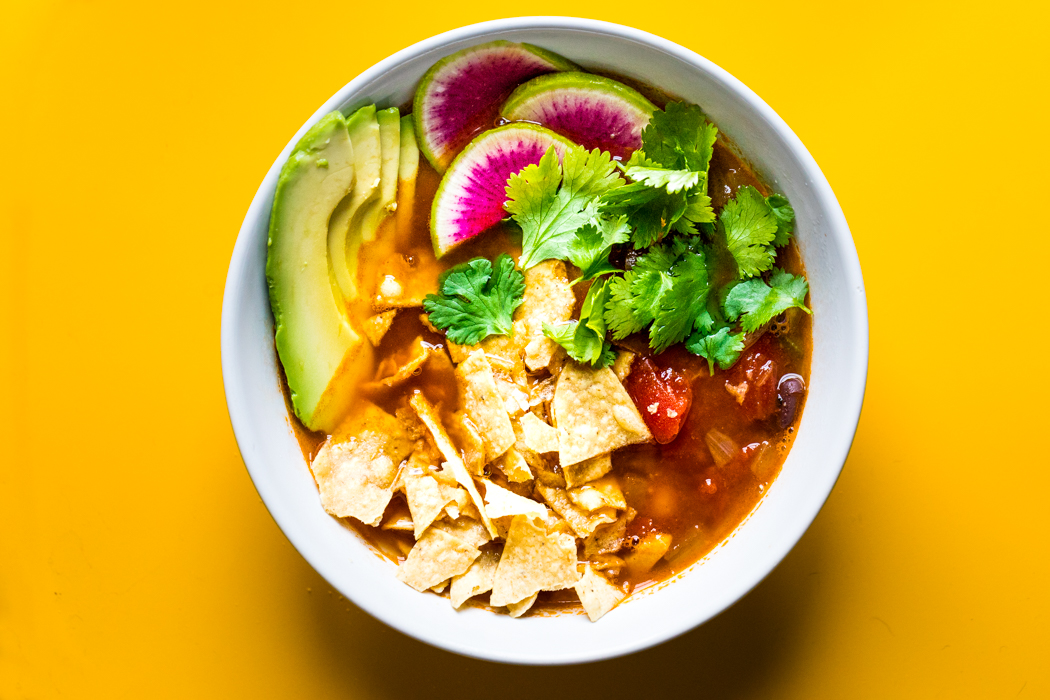
یک کاسه سوپ تورتیلا با تمام تزئینات

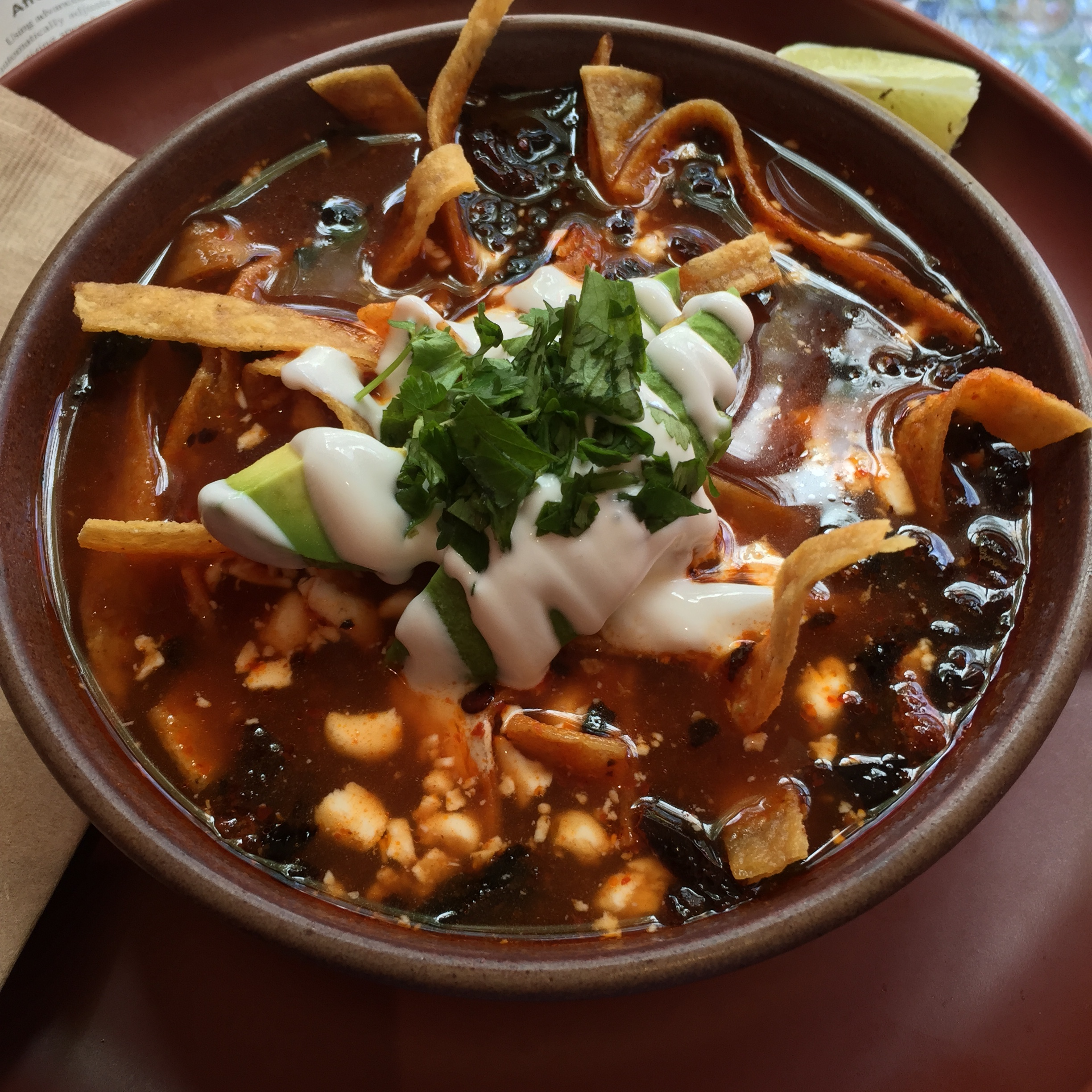
نمونه از سوپ تورتیلا

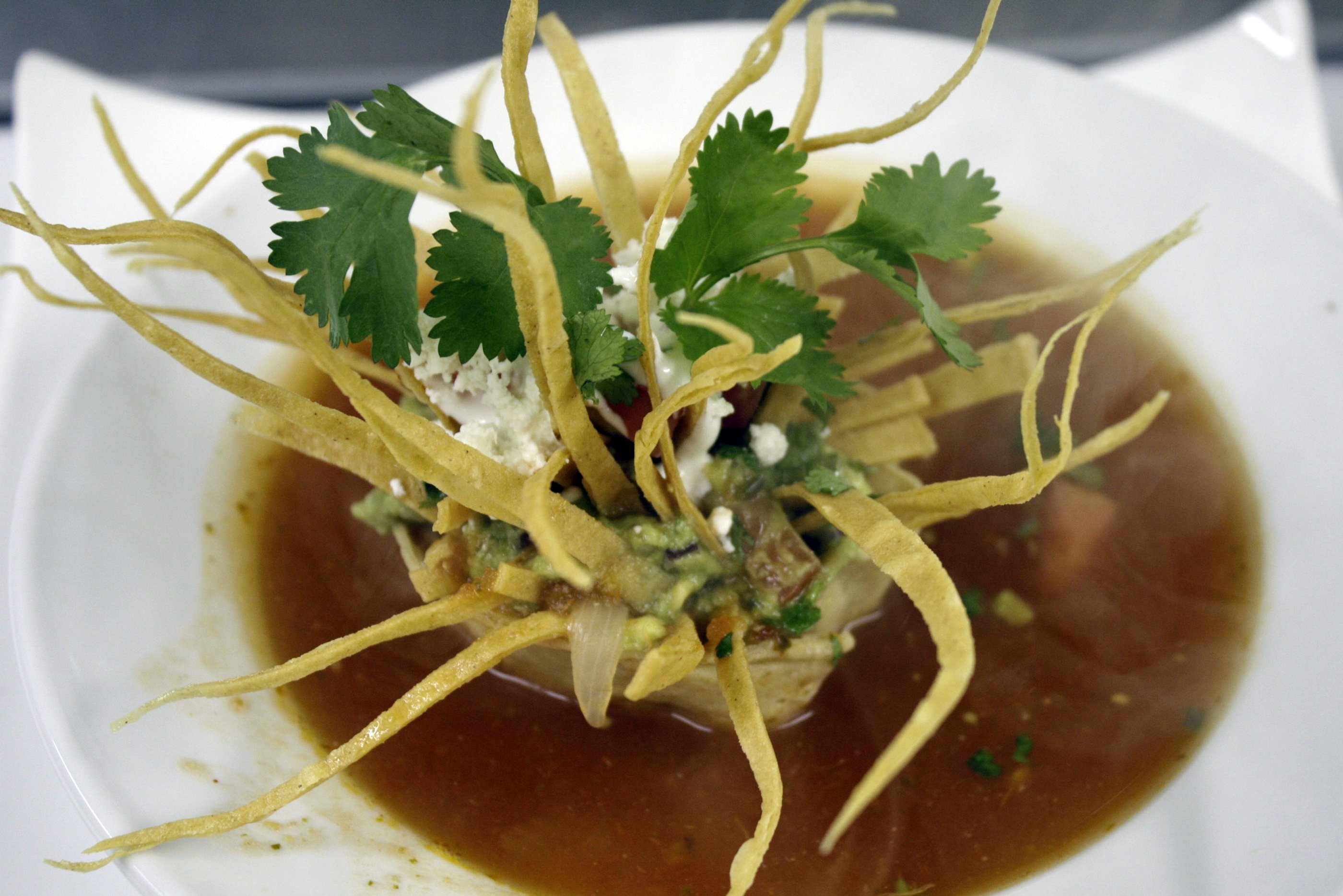
Sopa de tortilla

سوپ تورتیلا (اسپانیایی: sopa de tortilla‎) یک سوپ سنتی مکزیکی است که از قطعات تورتیلای ذرت سرخ شده، غوطه ور در آبگوشتی از گوجه فرنگی، سیر، پیاز، و chile de árbol و epazote تهیه شده است.
این غذا با تکه‌های چیلی پازیلا، چیچارون، آووکادو، مکعب‌های پنیر تازه و خامه ترش سرو می‌شود. اگرچه منشأ دقیق سوپ تورتیلا مشخص نیست، اما مشخص است که از منطقه مکزیکو سیتی در مکزیک می‌آید.
سوپ سنتی تورتیلا با آب مرغ ترکیب شده با گوجه فرنگی تفت داده شده، پیاز، سیر، چیلی و تورتیلا تهیه می‌شود که به صورت نوار بریده شده و سرخ می‌شود. انواع مختلفی از آن وجود دارد، به عنوان مثال آبگوشت با پایه گوجه فرنگی غلیظ شده و تورتیلاهای آسیاب شده یا سوپ لوبیا غنی شده با نوارهای ترد تورتیلاهای سرخ شده تهیه می‌شود.

## بیشتر خواندن
- پرالتا، چپینا (۲۰۰۳). کوسیناندو و میکرووندا. سرمقاله لیموسا، ۲۰۰۳.شابک ‎۹۷۸۹۶۸۱۸۵۸۵۹۹. Consultado el 5 de marzo de ۲۰۱۲.